# FC Together
FC Together ist ein Fußballverein aus Seoul, Seodaemun-gu in Südkorea. Der Verein spielt aktuell in der K5 League, der fünfthöchsten Spielklasse Südkoreas.

## Geschichte

### Weg in die K5 League (2017–2018)
Mit der Gründung der K7 League Anfang 2017 wurde auch der Verein unter dem Namen FC Together gegründet. Erster Trainer des Vereines wurde Yun Yeong-ung. Der Verein gewann die Staffel in seiner ersten Saison und stieg in die neugegründete K6 League auf. Auch dort konnte sich der Verein gegen die Mitkonkurrenten durchsetzen und landete am Ende der Saison auf Platz 1 und stieg somit erneut in die neugegründete K5 League auf.

### Gegenwart (seit 2019)
Ihre erste K5-League-Spielzeit verlief eher holprig. Der Verein verlor das erste Spiel gegen den späteren Absteiger Hwagok 8 Dong FV überraschend mit 3:5. Auch gegen FC It-Pl verlor man mit 0:3 und gegen den Staffelsieger Byeoksan Players FC musste man sich mit 0:2 geschlagen geben. Am Ende der Spielzeit landete man auf dem 3. Platz.

### Historie-Übersicht
| Saison | Liga            | Kl. | Vereine | Spiele | Pl. | S  | U | N | Tore  | Pkt. | KFA Cup            | Play-Off           | Trainer       |
| 2017   | K7 League       | 6   | 6       | ?      | ?   | ?  | ? | ? | ?     | ?    | Nicht qualifiziert | Sieger             | Yun Yeong-ung |
| 2018   | K6 League       | 6   | 8       | 7      | 1.  | 6  | 1 | 0 | 30:3  | 19   | Nicht qualifiziert | -                  | Yun Yeong-ung |
| 2019   | K5 League Seoul | 6   | 6       | 5      | 3.  | 2  | 0 | 3 | 13:11 | 6    | Nicht qualifiziert | Nicht qualifiziert | Yun Yeong-ung |
| 2020   | K5 League Seoul | 5   | 6       | 10     | 1.  | 10 | 0 | 0 | 34:9  | 30   | Nicht qualifiziert | Halbfinale         | Yun Yeong-ung |
| 2021   | K5 League Seoul | 5   | 8       | 8      | 3.  | 6  | 1 | 1 | 31:4  | 19   | 1. Hauptrunde      | Nicht qualifiziert | Yun Yeong-ung |
| 2022   | K5 League Seoul | 5   | 8       | 14     |     |    |   |   | -:-   |      | Nicht qualifiziert |                    | Yun Yeong-ung |

| Legende                 | Legende | Legende | Legende | Legende | Legende | Legende | Legende | Legende |
| ----------------------- | ------- | ------- | ------- | ------- | ------- | ------- | ------- | ------- |
| Aufstieg zum Saisonende |         |         |         |         |         |         |         |         |

## Sponsoring
Der Verein wird von Choice Design gesponsert.

## Stadion

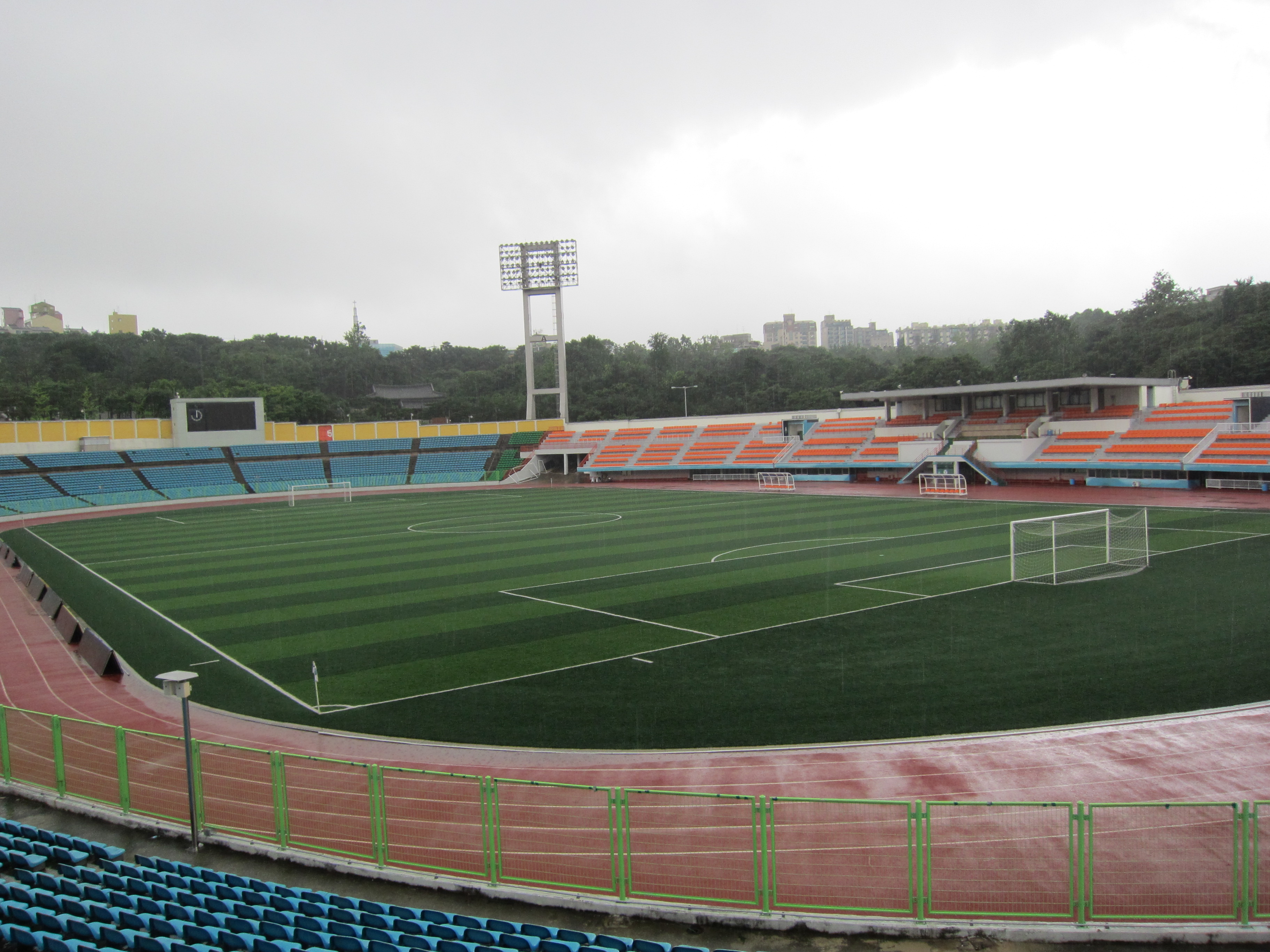
Seit 2017 spielt der Verein im Hyochang-Stadion

Der Verein trägt seine Heimspiele seit seiner Gründung im 1960 eröffneten Hyochang-Stadion mit 15.194 Plätzen aus, das sich im Besitz der Stadtverwaltung Seoul befindet.